# Lincoln MKX
O MKX é um SUV de porte médio da Lincoln.

## Galeria
- Primeira geração (2006–15)
- Segunda geração (2015–presente)